# Dactylorhiza traunsteineri rhaetica
L'orchidea retica (Dactylorhiza traunsteineri subsp. rhaetica (H.Baumann & R.Lorenz) F.Benoît, 2015) è una pianta erbacea appartenente alla famiglia delle Orchidacee.

## Etimologia
L'epiteto sottospecifico (rhaetica) si riferisce alla regione alpina chiamata Rezia (antico nome del territorio alpino abitato dal popolo dei Reti) dove è stata descritta per la prima volta questa sottospecie.

## Descrizione
Questa pianta, fondamentalmente glabra, è alta da 10 a 30 cm. La forma biologica è geofita bulbosa (G bulb), ossia sono piante perenni erbacee che portano le gemme in posizione sotterranea. Durante la stagione avversa non presentano organi aerei e le gemme si trovano in organi sotterranei chiamati bulbi o tuberi, organi di riserva che annualmente producono nuovi fusti, foglie e fiori. È un'orchidea terrestre in quanto contrariamente ad altre specie, non è “epifita”, ossia non vive a spese di altri vegetali di maggiori proporzioni.

### Radici
Le radici sono fascicolate e secondarie da bulbo, e si trovano nella parte superiore dei bulbi.

### Fusto
- Parte ipogea:  la parte sotterranea del fusto è composta da due tuberi (o rizotuberi) palmati ognuno più o meno profondamente diviso in più lobi o tubercoli (caratteristica peculiare del genere Dactylorhiza);  il primo svolge delle importanti funzioni di alimentazione del fusto, mentre il secondo raccoglie materiali nutritizi di riserva per lo sviluppo della pianta che si formerà nell'anno venturo.
- Parte epigea: la parte aerea del fusto è eretta, sottile e gracile, cilindrica e cava nella parte basale. Alla base sono presenti inoltre alcune guaine (resti di foglie atrofizzate), mentre nella parte superiore è angolosa e può essere violacea.

### Foglie
Le foglie (poche: 3 – 4) sono tutte carenate a disposizione eretta (quasi patente); la superficie presenta delle "macchie" scure a forma ovale; sono presenti inoltre delle nervature parallele disposte longitudinalmente. Le foglie possono essere sia radicali (o basali) che caulinari; entrambe sono amplessicauli e abbraccianti il fusto.
- Foglie basali: quella basali sono ovali-lanceolate o sub-lineari con apice lungamente acuto.
- Foglie cauline: quelle cauline sono progressivamente più strette e più brevi.

### Infiorescenza
L'infiorescenza di tipo pauciflora è composta da pochi fiori (5 – 15) pedicellati e raccolti in lasse spighe; la forma è sub-cilindrica ovvero ovale. I fiori sono posti alle ascelle di brattee a forma lanceolato-lineare; quelle inferiori sono lunghe come i fiori o più. Le brattee hanno un colore verde scuro quasi bruno. I fiori inoltre sono resupinati, ruotati sottosopra tramite torsione dell'ovario; in questo caso il labello è volto in basso. Dimensione dell'infiorescenza: 3 – 5 cm.

### Fiore
I fiori sono ermafroditi ed irregolarmente zigomorfi, pentaciclici (perigonio a 2 verticilli di tepali, 2 verticilli di stami (di cui uno solo fertile – essendo l'altro atrofizzato), 1 verticillo dello stilo).  I colori dei fiori è porporino con screziature più scure presenti soprattutto sul labello. Dimensione del fiore: 10 – 12 mm.
- Formula fiorale: per queste piante viene indicata la seguente formula fiorale:

X, P 3+3, [A 1, G (3)], infero, capsula
- Perigonio: il perigonio è composto da 2 verticilli con 3 tepali (o segmenti) ciascuno (3 interni e 3 esterni). I tepali esterni sono patenti (e comunque non conniventi a quello centrale – come invece nel genere affine Orchis): i due laterali hanno una forma lineare con i bordi rientranti e proiettati all'infuori, mentre quello centrale è più ovato e concavo e insieme ai due tepali interni centrali (che sono conniventi) formano una specie di cappuccio a protezione degli organi riproduttori. Dei tre tepali interni quello mediano (chiamato labello) è molto diverso dagli altri. Dimensione dei tepali esterni laterali: larghezza 2 – 3,5 mm; lunghezza 6 – 9 mm.
- Labello:  il labello (semplice – non formato da due parti distinte), brevemente saldato al ginostemio, è trilobo ed è lievemente più largo che lungo (ha una forma quasi romboidale); i lobi laterali sono più larghi di quello centrale. La parte interna del labello è più chiara (le fauci sono quasi biancastre), mentre il resto è colorato di rosso-porpora; è inoltre piegato longitudinalmente. Sul retro, alla base, il labello è prolungato in uno sperone conico a portamento orizzontale o debolmente rivolto in basso, più breve dell'ovario. Dimensione del labello: larghezza 5 – 7 mm; lunghezza 7 – 10 mm.
- Ginostemio:  lo stame con le rispettive antere (in realtà si tratta di una sola antera fertile biloculare – a due logge) è concresciuto con lo stilo e forma una specie di organo colonnare chiamato "ginostemio".[5] Quest'organo è posizionato all'interno-centro del fiore e in questa specie è molto breve ma con una ampia area stigmatifera biancastra. Il polline ha una consistenza gelatinosa; e si trova nelle due logge dell'antera, queste sono fornite di una ghiandola vischiosa (chiamata retinacolo). I pollinii sono inseriti sui due retinacoli tramite delle caudicole, mentre i retinacoli sono protetti da un'unica borsicola rostellare (a forma di coppa). L'ovario, sessile in posizione infera a portamento obliquo e ricurvo, è formato da tre carpelli fusi insieme.[3]
- Fioritura: da giugno ad agosto.

### Frutti
Il frutto è una capsula.  Al suo interno sono contenuti numerosi minutissimi semi piatti. Questi semi sono privi di endosperma e gli embrioni contenuti in essi sono poco differenziati in quanto formati da poche cellule. Queste piante vivono in stretta simbiosi con micorrize endotrofiche, questo significa che i semi possono svilupparsi solamente dopo essere infettati dalle spore di funghi micorrizici (infestazione di ife fungine). Questo meccanismo è necessario in quanto i semi da soli hanno poche sostanze di riserva per una germinazione in proprio.

## Biologia
La riproduzione di questa pianta può avvenire in due modi: 
- per via sessuata grazie all'impollinazione degli insetti pronubi, specialmente bombi. Questi posandosi sul labello per raggiungere con la proboscide il nettare contenuto nel fondo dello sperone, si agitano e si sfregano contro il ginostemio (posto in questo momento sopra il loro corpo) che vibrando rilascia del polline che va a posarsi sulle pari pelose dell'insetto. Quando lo stesso insetto si posa su un'altra orchidea parte di questo polline rimane attaccato al retinacolo (posto nella zona centrale del ginostemio) per merito della sostanza vischiosa presente sulla sua superficie. È avvenuto così il trasferimento del polline da un fiore all'altro. A questo punto lo stigma (parte inferiore del ginostemio) rimane impollinato, si sviluppa quindi un budello pollinico che entrando nell'ovario feconderà l'ovulo.[2] La germinazione dei semi è tuttavia condizionata dalla presenza di funghi specifici (i semi sono privi di albume – vedi sopra).
- per via vegetativa in quanto uno dei due bulbi possiede la funzione vegetativa per cui può emettere gemme avventizie capaci di generare nuovi individui (l'altro bulbo generalmente è di riserva).

## Distribuzione e habitat
- Geoelemento: il tipo corologico (area di origine) è Nord Europeo-Alpico o più strettamente Subendemico-Alpico
- Distribuzione: la distribuzione nelle Alpi di questa orchidea è soprattutto relativa alla zona orientale (province di BG BS TN BZ BL UD). Oltre il confine, sempre nelle Alpi, è presente in alcune zone della Francia e Svizzera ma soprattutto in Austria; mentre nel resto dell'Europa è presente in Scandinavia e segnalata in Scozia e Germania. È stata segnalata anche nell'Appennino piacentino. Viene considerata una specie rara.
- Habitat: l'habitat tipico per questa specie sono le zone vicino ai ruscelli e sorgenti, torbiere basse, prati e pascoli igrofili. Il substrato preferito è sia calcareo che calcareo/siliceo, con pH basico, bassi valori nutrizionali del terreno che deve essere bagnato.
- Distribuzione altitudinale: sui rilievi queste piante si possono trovare da 400 fino a 1700 m s.l.m.; frequentano quindi i seguenti piani vegetazionali: montano e subalpino.

### Fitosociologia
Dal punto di vista fitosociologico la specie di questa voce appartiene alla seguente comunità vegetale:
Formazione: comunità delle paludi e delle sorgenti
Classe: Scheuchzerio-Caricetea fuscae

## Tassonomia
All'interno del genere Dactylorhiza D. traunsteineri subsp. rhaetica fa parte della sezione Maculatae caratterizzata dall'avere dei tuberi profondamente divisi in diversi tubercoli e lo sperone del labello più breve dell'ovario (nell'altra sezione Sambucinae i tuberi sono divisi solamente all'apice e lo sperone è più lungo dell'ovario).
Il numero cromosomico di D. traunsteineri subsp. rhaetica è: 2n = 80.

### Ibridi
Questa sottospecie si ibrida facilmente con Dactylorhiza fuchsii,  Dactylorhiza majalis e Dactylorhiza incarnata.

## Conservazione
Come tutte le orchidee è una specie protetta e quindi ne è vietata la raccolta e il commercio ai sensi della Convenzione sul commercio internazionale delle specie minacciate di estinzione (CITES).